# Playgirl
«Playgirl» — эротический журнал для женщин, издающийся с 1973 года. Также снискал популярность среди геев. В журнале публикуются  фото обнажённых мужчин, а также статьи общего характера и новости из жизни звёзд.

## История журнала
Журнал был основан в 1973 году в период большого размаха феминистского движения в ответ на популярные эротические мужские журналы Playboy и Penthouse, где публиковались фото обнажённых женщин. С март 2009 по февраль 2010 года журнал выпускался лишь в электронном виде, а печатное издание вернулось на прилавки с мартовским выпуском за 2010 год с Леви Джонстоном на обложке и фотографиями, выполненными фотографом Грегом Вайнером.
Ранее журнал публиковался издательством Drake Publishers (позже переименованным в Crescent Publishing Group, Inc). Компания вынуждена была заплатить 180 миллионов долларов в связи с мошенничеством с кредитными картами в Интернете. Всем изданиям было запрещено публиковать онлайн в течение следующих 5 лет. Тогдашний президент издательства Брюс Чу был задержан вместе с несколькими членами криминального семейства Гамбино, контролирующих организованную преступность в Нью-Йорке.
Издательство Blue Horizon Media расположено в Нью-Йорке, также публикует журналы эротического и порнографического характера — High Society, Celebrity Skin, Hawk, Chéri и др.

## Знаменитости
В фото-сессиях для журнала (или фото-папарацци) принимали участие многие знаменитости, такие как Кристофер Аткинс, Скотт Бакула, Стив Бонд, Тайриз Гибсон, Брэд Питт (обнажённые фото-папарацци вместе с Гвинет Пэлтроу), Виктор Уэбстер, Кевин Сорбо, Питер Стил, Рокко Сиффреди, Шон Майклз, Кит Урбан, Леви Джонстон, Брайан Бьянкини, Билли Херрингтон и др.

## Российское издание
Первый выпуск российского издания появился в продаже в июне 2004 года с фотографиями американских обнажённых мужчин-моделей. В частности, неожиданно русскими воспринимался тот факт, что большинство мужчин на фото были обрезанными — что распространено в США. В России же обрезание делают в основном евреи и мусульмане.
На обложке русского издания появлялись Дима Билан, Митя Фомин и др.